# مونت كارلو (فلم)
مونت كارلو هو فيلم أمريكي كوميدي رومانسي من إخراج توم بيزوتشا ونيكول كيدمان، وإنتاج صور فوكس 2000 وشركة ريجنسي. بدأ الإنتاج يوم 5 مايو، 2010.
مونت كارلو من بطولة سيلينا غوميز، لايتن ميستر وكاتي كاسيدي يدور حول ثلاث فتيات يتنكرن بأزياء ثريات في موناكو. صدر الفيلم في 1 يوليو 2011.

## القصة
ثلاث فتيات شابات يستخدمن مدخرات عمرهن لرحلة العمر إلى مدينة باريس والتي كُنَّ تخططن لها منذ فترة طويلة، ثم بعد ذلك تتحول لتصبح كارثة كبيرة. وذلك عندما يقررن أخذ استراحة خلال جولتهن الرديئة والتسلل إلى رواق فندق 5 نجوم حيث تحصل أحد الفتيات على وريثة بالخطأ لفتى بريطاني مدلل، قبل أن تحصل على فرصة للكشف عن هوياتهن الحقيقية وبعدها ينتهي بهن المطاف ليغطين بحشد كبير من المصورين ومصممي الأزياء ويدخلن قصص الكتب الرومنسية ويعشن حياة براقة في مونتي كارلو.

## طاقم التمثيل
- سيلينا غوميز
- لايتن ميستر
- كايتي كاسيدي
- كوري مونتيث
- آندي ماكدويل
- بيير بوولنجر
- لوك بريسي
- كاثرين تيت
- بريتو كولين

## الإنتاج
في الأصل، كانت بطولة الفيلم ستكون للنجمة (نيكول كيدمان) تشاركها الممثلة (جوليا روبرتس)وقد كانت نيكول ستشارك في إنتاج الفيلم أيضا، ولكن كان هذا قبل أن يتم فصل المخرج الأصلي للعمل وإعطاء المخرج (توم بيزوتشا) كلا من الإخراج والكتابة، حيث فضل المخرج الجديد تغيير القصة إلى طاقم أصغر وإعطاء سيلينا غوميز دور البطولة.
في 2007، تم تعديل السيناريو النصي للفيلم، وأصبحت الشخصيات الرئيسية تظهر على انهن معلمات
يسافرن إلى باريس وإلى مونت كارلو، ويقمن بالتظاهر على انهن غنيات وذلك مايمليه عليهن المجتمع
المحيط بهن، حيث أن أغلب السكان اغنياء.
في 2010، تم إعادة كتابة الفيلم بأكمله وجعل شخصياته أكثر يافعية، وأُعيد تقديم الشخصيات الرئيسية على أنهن فتيات جامعيات. قضت سيلينا غوميز العديد من الأسابيع في تعلم الحديث بلجهة بريطانية مزيفة وفي كيفية لعب البولو. تم شراء حقوق الفيلم من Fox في 1991 وذلك قبل ثلاث سنوات من صدور الرواية.
هذا الفيلم مستوحى من أحد كتب الروايات “The Headhunters” والذي هو من كتابة (Jules Bass) وتدور الرواية عن أربع نساء يخططن معا ليصبحن اغنى نساء العالم حيث يقمن بقضاء أسبوع في مونت كارلو لمقابلة Mr. Right والمعروف أيضا باسم Mr. Rich وهو رجل غني جدا.

## وصلات خارجية
- مقالات تستعمل روابط فنية بلا صلة مع ويكي بيانات